# Working on a Dream
Working on a Dream ist das 16. Studioalbum von Bruce Springsteen und wurde am 23. Januar 2009 veröffentlicht.

## Hintergrund
Es ist dessen vierte Zusammenarbeit mit dem Produzenten Brendan O’Brien (AC/DC, Pearl Jam, Bob Dylan, Neil Young etc.), der das Album sowohl produzierte als auch abmischte. Die Songs entstanden im Southern Tracks Studio in Atlanta, darüber hinaus fanden einige Aufnahmen in New York, Los Angeles und New Jersey statt. Neben der ersten Single Working on a Dream enthält der Longplayer als Bonustrack den Song The Wrestler. Das Stück, das Springsteen exklusiv für den gleichnamigen Mickey-Rourke-Film geschrieben hatte, wurde mit einem Golden Globe ausgezeichnet.
„Gegen Ende der Aufnahmen zu ‘Magic’ war ich so begeistert von der Rückkehr zur Pop-Produktion, dass ich einfach weiter Songs schrieb. Als mein Freund, Produzent Brendan O’Brien, die neuen Lieder hörte, sagte er ‚Lass uns weitermachen’. Und genau das taten wir dann auch im Verlauf des folgenden Jahres – wir gingen in den Tourpausen mit der E Street Band ins Studio. Ich hoffe, dass wir mit ‚Working On A Dream’ die Energie der Band einfangen konnten, die quasi gerade von der Bühne kam, wo wir einige unserer besten Konzerte gegeben hatten. Alle Songs wurden sehr schnell geschrieben, meistens verwendeten wir den ersten Take und es war von Anfang bis Ende ein Wahnsinnsspaß.“

## Titelliste
1. Outlaw Pete – 8:00
2. My Lucky Day – 4:01
3. Working on a Dream – 3:30
4. Queen of the Supermarket – 4:40
5. What Love Can Do – 2:57
6. This Life – 4:30
7. Good Eye – 3:01
8. Tomorrow Never Knows – 2:14
9. Life Itself – 4:00
10. Kingdom of Days – 4:02
11. Surprise, Surprise – 3:24
12. The Last Carnival – 3:11
13. The Wrestler (Bonustitel) – 3:50
14. A Night with the Jersey Devil (Bonustitel als Musikvideo in der limitierten Deluxe-Ausgabe des Albums) – 3:23

## Rezeption

### Chartplatzierungen
| ChartsChartplatzierungen       | Höchstplatzierung | Wochen |
| ------------------------------ | ----------------- | ------ |
| Deutschland (GfK)              | 1 (18 Wo.)        | 18     |
| Österreich (Ö3)                | 1 (24 Wo.)        | 24     |
| Schweiz (IFPI)                 | 1 (25 Wo.)        | 25     |
| Vereinigte Staaten (Billboard) | 1 (18 Wo.)        | 18     |
| Vereinigtes Königreich (OCC)   | 1 (16 Wo.)        | 16     |

| ChartsJahrescharts (2009)      | Platzierung |
| ------------------------------ | ----------- |
| Deutschland (GfK)              | 27          |
| Österreich (Ö3)                | 30          |
| Schweiz (IFPI)                 | 30          |
| Vereinigte Staaten (Billboard) | 57          |
| Vereinigtes Königreich (OCC)   | 76          |

### Auszeichnungen für Musikverkäufe
| Land/Region                  | Auszeichnungen für Musikverkäufe (Land/Region, Auszeichnung, Verkäufe) | Verkäufe  |
| ---------------------------- | ---------------------------------------------------------------------- | --------- |
| Belgien (BRMA)               | Gold                                                                   | 15.000    |
| Dänemark (IFPI)              | Platin                                                                 | 30.000    |
| Deutschland (BVMI)           | Gold                                                                   | 100.000   |
| Finnland (IFPI)              | Gold                                                                   | 12.410    |
| Irland (IRMA)                | 2× Platin                                                              | 30.000    |
| Italien (FIMI)               | Platin                                                                 | 70.000    |
| Kanada (MC)                  | Platin                                                                 | 80.000    |
| Niederlande (NVPI)           | Gold                                                                   | 30.000    |
| Österreich (IFPI)            | Gold                                                                   | 10.000    |
| Schweden (IFPI)              | Platin                                                                 | 40.000    |
| Schweiz (IFPI)               | Gold                                                                   | 15.000    |
| Spanien (Promusicae)         | Platin                                                                 | 60.000    |
| Vereinigte Staaten (RIAA)    | Gold                                                                   | 500.000   |
| Vereinigtes Königreich (BPI) | Gold                                                                   | 100.000   |
| Insgesamt                    | 8× Gold · 7× Platin ·                                                  | 1.092.410 |

Hauptartikel: Bruce Springsteen/Auszeichnungen für Musikverkäufe